# Asszony az örvényben
Az Asszony az örvényben (eredeti címe: Tempête, de Tempête sur Paris címen is ismert) 1940-ben bemutatott fekete-fehér francia film, rendezője Dominique Bernard-Deschamps.
Magyarországon 1940. szeptember 19-én mutatták be.
A film izgalmas bűnügyi történet, melynek középpontjában egy gátlástalan, de alapjában mélyérzésű szélhámos áll. Ellentmondásos alakját a francia filmművészet egyik nagy egyénisége, Erich von Stroheim kelti életre.

## Cselekménye
Korlick, a nagystílű szélhámos új trükköt eszelt ki, hogy kifossza a jóhiszemű embereket: a Szaharában állítólag mesterséges tengert létesítenek, és a termékennyé tett sivatag földje értékessé válik. Hamis papírokat kibocsátva milliókat vág zsebre, amíg végre tevékenységére a hatóság is felfigyel. Korlick nagy estélyt rendez palotájában, amikor megtudja, hogy el akarják fogni. Régi barátja, Barel újságíró padlásán rejtőzik el. Barel – a lokálénekesnő, Ida barátja – állandóan zsarolja őt. Tudja, hogy Korlick titokban gyakran találkozott egy asszonnyal, aki az ügyben nyomozó rendőrbiztos, Pierre Desmarets felesége. Megtalálja az asszonyt és elárulja neki Korlick rejtekhelyét. Jeanne felkeresi a kalandort Barel padlásán. A hatóság előtt azonban Barel is gyanúba keveredik, és hogy a bőrét mentse, beárulja Jeanne-t is. Desmarets rendőrbiztos elrohan a rejtekhelyre és valóban ott találja a feleségét is, akiről kiderül, hogy – Korlick lánya. Desmarets számára első a kötelesség: le akarja tartóztatni Korlickot, de a kalandor egy óra haladékot kér: megígéri, hogy 9-kor jelentkezik nála. Korlick elmegy Barelhez, életének igazi megrontójához, hogy leszámoljon vele…

## Főbb szereplők
- Arletty – Ida Malaincourt énekesnő
- Erich von Stroheim – Korlick
- Marcel Dalio – Barel, újságíró
- Annie Ducaux – Jeanne Desmarets
- Henri Bry – Albert Pélissier
- Henri Guisol – Charlie, Korlick segítője
- Jacques Louvigny – Auguste Malaincourt, Ida férje
- Jacqueline Prévot – Yvonne
- Julien Carette – fűszeres
- Jean Debucourt – Gerlier
- André Luguet – Pierre Desmarets rendőrfelügyelő
- Blanche Denège – trafikosnő
- Henri Marchand – dadogós
- Yvonne Yma – felszolgáló